# هيجة جراد (طور الباحة)

تعديل مصدري - تعديل

هيجة جراد هي إحدى قرى عزلة طور الباحة بمديرية طور الباحة التابعة لمحافظة لحج، بلغ تعداد سكانها 36 نسمة حسب تعداد اليمن لعام 2004.